# Серийак
Серийа́к (фр. Sérilhac, окс. Serelhac) — коммуна во Франции, находится в регионе Лимузен. Департамент — Коррез. Входит в состав кантона Бейна. Округ коммуны — Брив-ла-Гайярд.
Код INSEE коммуны — 19257.
Коммуна расположена приблизительно в 430 км к югу от Парижа, в 95 км юго-восточнее Лиможа, в 20 км к югу от Тюля.

## Население
Население коммуны на 2008 год составляло 284 человека.
| 1962 | 1968 | 1975 | 1982 | 1990 | 1999 | 2008 |
| ---- | ---- | ---- | ---- | ---- | ---- | ---- |
| 412  | 365  | 352  | 313  | 308  | 314  | 284  |

## Администрация
| Период | Период | Фамилия              | Партия | Примечания |
| ------ | ------ | -------------------- | ------ | ---------- |
| 2001   | 2008   | Натали Лаборд-Бресси |        |            |
| 2008   |        | Дени Лоншамбон       |        |            |

## Экономика
В 2007 году среди 172 человек в трудоспособном возрасте (15-64 лет) 121 были экономически активными, 51 — неактивными (показатель активности — 70,3 %, в 1999 году было 60,3 %). Из 121 активных работали 103 человека (56 мужчин и 47 женщин), безработных было 18 (10 мужчин и 8 женщин). Среди 51 неактивных 10 человек были учениками или студентами, 20 — пенсионерами, 21 были неактивными по другим причинам.